# Hittebarnet (film fra 1920)
 For alternative betydninger, se Hittebarnet. (Se også artikler, som begynder med Hittebarnet)
Hittebarnet er en amerikansk stumfilm fra 1920 af William Desmond Taylor.

## Medvirkende
- Lewis Sargent som Ed Simpson
- Ernest Butterworth som Mike
- Clyde Fillmore som Mr. Hamilton
- Grace Morse som Mrs. Hamilton
- Lila Lee som Vera Hamilton
- Elizabeth Janes som Ruth Hamilton
- William Collier, Jr. som Dick Armstrong
- Claude Payton som Pete Moran
- Betty Schade som Maggie
- Fred Huntley som Mr. Hodge
- Sylvia Ashton som Mrs. Hodge
- Russ Powell som Patrolman Jones
- Judge Ben Lindsey
- Mrs. Ben Lindsey
- Jane Keckley
- Eunice Moore
- Barbara Gurney